# Jacek Czayka
Jacek Jan Czayka (ur. 13 kwietnia 1934 w Krakowie, zm. 26 sierpnia 2023) – polski urzędnik państwowy, wicewojewoda i wojewoda koszaliński (1982–1990).

## Życiorys
W 1958 ukończył studia na Wydziale Mechaniki Politechniki Gdańskiej. Pracował przy budowie fabryki płyt wiórowych w Nidzie, następnie (do 1970) był zatrudniony w zakładach płyt pilśniowych w Szczecinku, jako główny mechanik. Od 1974 do 1982 był dyrektorem Zakładów Płyt Pilśniowych i Wiórowych w Karlinie. W latach 1982–1986 pełnił obowiązki wicewojewody koszalińskiego, a w okresie 1986–1990 był wojewodą. W 1992 stanął na czele przedsiębiorstwa w Karlinie przekształconego w spółkę z o.o.
Od 2002 pełnił obowiązki przewodniczącego Zachodniopomorskiej Regionalnej Kasy Chorych.